# Nicolas Hoydonckx
Nicolas Huibrecht Hoydonckx (Zolder, 29 dicembre 1900 – Hasselt, 4 febbraio 1985) è stato un calciatore belga.

## Carriera

### Club
In carriera, Hoydonckx giocò per il Berchem Club, il REFC Hasselt e il Liegi.
Ha segnato un gol in 119 partite nella prima divisione belga.

### Nazionale
Con la Nazionale belga, disputò le Olimpiadi 1928 e il Mondiale 1930.